# Jüdische Gemeinde Neukirchen (Knüll)
Die Jüdische Gemeinde in der Kleinstadt Neukirchen im nordhessischen Schwalm-Eder-Kreis entwickelte sich aus ersten Anfängen im 17. Jahrhundert und bestand bis in die Zeit des Nationalsozialismus.

## Gemeindeentwicklung
Zwar werden bereits 1638 drei Juden in Neukirchen erwähnt, aber daraus ist noch keine kontinuierliche Besiedlung abzuleiten. Im Jahre 1646 wird eine jüdische Familie in Neukirchen erwähnt und 1664 waren es zwei. Achtzig Jahre später, 1744, waren es vier sogenannte Schutzjuden mit ihren Familien, womit vielleicht das zur Bildung einer jüdischen Kultusgemeinde (Kehillah) notwendige Quorum von Männern erreicht worden sein mag. Im Jahre 1777 wurden dann bereits 28 jüdische Einwohner gezählt. 1816/17 werden zehn Familien mit 36 Kindern, 1840 27 Haushalte mit mehr als 80 Mitgliedern gezählt.
Die Anzahl der jüdischen Einwohner von Neukirchen erreichte gegen Ende des 19. Jahrhunderts ihren Höchststand, machte allerdings mit 113 Personen im Jahre 1885 dennoch lediglich 7,3 % der Gesamtbevölkerung aus. Sie verdienten ihren Lebensunterhalt mehrheitlich als Geschäfts- und Kaufleute, teilweise als Hausierer, aber auch als Handwerker und Viehhändler, und sie waren weitgehend im Ortsleben integriert, wie ihre Mitgliedschaft im Sport-, Turn-, Gesang-, Wander- und Kriegerverein und im Roten Kreuz bezeugt. Bemerkenswert ist, dass 23 jüdische Einwohner Neukirchens im Ersten Weltkrieg im deutschen Heer dienten; die Namen der fünf Gefallenen stehen auf dem Kriegerdenkmal in der Friedhofskapelle Marienkirche auf dem städtischen Friedhof. Als 1927 ein jüdischer Kriegsveteran an den Spätfolgen seiner Kriegsverletzung starb, läuteten bei seiner Beisetzung auch die Glocken der Nikolaikirche.
Noch bis weit in die 1920er Jahre blieb die Zahl der jüdischen Einwohner relativ konstant, ehe dann unter dem Eindruck der Weltwirtschaftskrise und des zunehmenden Antisemitismus eine allmähliche Abwanderung in größere Städte und in geringem Maße auch ins Ausland einsetzte. Die nach der Machtergreifung der NSDAP im Januar 1933 schnell einsetzenden Repressalien, Berufsverbote, Boykotte und immer weiter greifende Entrechtung führte innerhalb weniger Jahre zu einer drastischen Verkleinerung der Gemeinde durch Wegzug in größere deutsche Städte, insbesondere Frankfurt; nur einer Minderheit gelang die Auswanderung. Von 1935 bis zum Zeitpunkt der Novemberpogrome 1938 verließen 33 Neukirchener Juden die Stadt in Richtung innerdeutscher Ziele, drei gingen nach Palästina, zwei ins europäische Ausland, vier in die USA und eine in ein anderes außereuropäisches Ausland. Danach gingen bis Ende 1939 elf in andere deutsche Städte (allein 10 nach Frankfurt), vier nach Palästina, sechs ins europäische Ausland und zwei in die USA. 1940 verzogen nur noch einer nach Frankfurt und vier nach Südamerika.
Am 30. Mai 1942 hörte die jüdische Gemeinde Neukirchen auf zu bestehen: an diesem Tage wurden die sieben zu diesem Zeitpunkt noch im Ort lebenden Juden nach Polen deportiert und dann umgebracht.
| Jahr | Einwohner, gesamt | Jüdische Einwohner | Anteil in Prozent |
| ---- | ----------------- | ------------------ | ----------------- |
| 1750 | 1313              | 28                 | 2,1 %             |
| 1812 | …                 | 8 Familien         | …                 |
| 1827 | 1881              | 73                 | 3,8 %             |
| 1835 | …                 | 78                 | … %               |
| 1855 | …                 | 94                 | … %               |
| 1861 | 1820              | 94                 | 5,1 %             |
| 1871 | 1654              | 105                | 6,3 %             |
| 1885 | 1540              | 113                | 7,3 %             |
| 1905 | 1492              | 93                 | 6,2 %             |
| 1924 | 1626              | 108                | 6,6 %             |
| 1933 | 1726              | 83                 | 4,8 %             |
| 1939 | 1714              | 18                 | 1,1 %             |
| 1942 | ….                | 9                  | … %               |
| 1943 | …                 | 0                  | 0,0 %             |

## Einrichtungen
Zu den Gemeindeeinrichtungen gehörten eine Synagoge, in deren Gebäude sich neben dem Betraum auch das rituelle Bad (Mikwe), die jüdische Elementarschule und die Lehrerwohnung befanden, ein eigener Friedhof, der Israelitische Männerverein und der Israelitische Frauenverein und im 20. Jahrhundert der Sportverein „Makkabi“.

### Synagoge
Die Gemeinde musste sich anfangs mit einem Betraum im Wohnhaus eines Gemeindemitglieds begnügen. Nachdem sie schließlich die Genehmigung der Kurfürstlichen Regierung der Provinz Oberhessen erhalten hatte, erwarb sie im Februar 1832 ein zweigeschossiges Wohnhaus (Haus Nr. 141) in der damaligen Untergasse (heute Brauhausgasse) und richtete darin ihre Synagoge, Mikwe, Schulraum und Lehrerwohnung ein (50° 52′ 6″ N, 9° 20′ 35″ O).
Während der Novemberpogrome 1938 wurde die Synagoge von SA-Leuten und deren Mitläufern am Abend des 8. November verwüstet. Sie wurde nur deshalb nicht in Brand gesteckt, weil der Ortsbrandmeister darauf hinwies, dass ein Feuer auch auf die Nachbarhäuser übergesprungen wäre. Die Torarolle, die Gebetbücher und die anderen noch vorhandenen brennbaren Kultgegenstände wurden auf dem Marktplatz verbrannt.
Das Gebäude wurde später von der Stadt Neukirchen „gekauft“. Von 1940 bis 1945 wurde es als Unterkunft für französischen Kriegsgefangene genutzt, die im Ort als Zwangsarbeiter eingesetzt waren. Ab 1945 wurde das Gebäude als Wohnhaus genutzt. Nach Abschluss des Restitutionsverfahrens 1951 renoviert und umgebaut dient es auch heute noch als Wohnhaus.
Seit 2012 steht ein Gedenkstein gegenüber dem Gebäude, der an die einstige Synagoge und die aus Neukirchen vertriebenen und deportierten Juden erinnert.

### Schule
Die einklassige Israelitische Elementarschule bestand mindestens seit 1835 und befand sich im Synagogengebäude. Der von der Gemeinde angestellte Lehrer, dessen kleine Wohnung sich ebenfalls dort befand, war zugleich Vorbeter und Schochet (Schächter) und musste auch die Gottesdienste abhalten, da die Gemeinde sich keinen eigenen Rabbiner leisten konnte. Im Jahre 1868 gab es 21 Schüler, 1880 war ihre Zahl auf 29 angestiegen. Danach nahm ihre Zahl stetig ab: 1908 waren es noch 11, 1924 noch 15, aber 1931/32 nur noch sieben. Die Schule wurde im Mai 1933 von Amts wegen geschlossen.
1935 plante die Gemeinde, für die jüdischen Kinder aus Neukirchen, Oberaula und Ziegenhain eine Bezirksschule in Neukirchen einzurichten, aber dazu kam es nicht mehr.

### Vereine
Die beiden wichtigsten jüdischen Vereine waren der 1875 gegründete Israelitische Männerverein und der 1910 gegründete Israelitische Frauenverein. Beides waren Wohltätigkeitsvereine, die vor allem der Krankenpflege und der Einhaltung der rituellen Gebräuche (insbesondere bei Beerdigungen) gewidmet waren.

### Friedhof
Bis um die Mitte des 19. Jahrhunderts mussten die Verstorbenen der Gemeinde auf den jüdischen Friedhöfen in Oberaula oder Niedergrenzebach bestattet werden. Erst im Jahr 1844 erhielt die Synagogengemeinde die Erlaubnis, einen eigenen jüdischen Friedhof anzulegen, aber es scheint noch einige Zeit verstrichen sein, bis man ein geeignetes Grundstück erwerben und herrichten konnte. Der älteste noch vorhandene und lesbare Grabstein trägt die Jahreszahl 1858. Noch 1930 wurde ein Grundstück zur Erweiterung des Friedhofs hinzugekauft. Der Friedhof liegt an der Schwarzenborner Straße wenige hundert Meter nordöstlich der Altstadt (50° 52′ 18″ N, 9° 20′ 48″ O), umfasst 5,34 ar und enthält heute noch rund 100 Grabsteine.
Während des Novemberpogroms 1938 wurden nahezu alle Grabsteine von SA-Männern umgestürzt.
Der letzte Grabstein ist aus dem Jahr 1940. Noch im gleichen Jahr wurde der Friedhof von Amts wegen geschlossen, und eine 1941 verstorbene Gemeindeangehörige musste daher auf dem Friedhof bei Niedergrenzebach beigesetzt werden.
Das Friedhofsgelände wurde 1943 durch die Stadt für 300 RM von der Reichsvereinigung der Juden in Deutschland erworben. Die umgestürzten Grabsteine wurden nach 1945 wieder aufgerichtet, und 1946–48 wurde der Friedhof an die Jewish Restitution Successor Organization (Jüdische Restitutionsnachfolger-Organisation) zurückgegeben, die dafür allerdings die 300 RM an die Stadt zurückzahlen musste.
1971 stellte die Stadt auf dem Friedhof einen Gedenkstein „zur Erinnerung an die ehemalige jüdische Kultusgemeinde und zum Gedenken an die Opfer in den Jahren 1933–1945“ auf.

## Ende der Gemeinde
Bei dem Pogrom am 8. November 1938 wurden nicht nur die Synagoge und der Friedhof geschändet und verwüstet, sondern Läden und Wohnungen jüdischer Bürger wurden aufgebrochen und geplündert, deren Einrichtungen zerstört und Personen teilweise schwer misshandelt. Die jüdischen Männer wurden am 10. November verhaftet, über Kassel in das Konzentrationslager Buchenwald gebracht und erst nach mehrere Wochen dauernder „Schutzhaft“ wieder entlassen. Das Ende der Gemeinde war in Sicht. Wer konnte, verließ Neukirchen und ging entweder nach Frankfurt, wo man Hilfe von Glaubensgenossen und ausländischen Konsulaten erhoffte, oder unmittelbar ins Ausland. Die letzten sieben noch im Ort verbliebenen Juden wurden am 30. Mai 1942 nach Kassel und von dort nach Polen deportiert, wo sie dann umgebracht wurden.
Insgesamt wurden, soweit bisher bekannt, 57 aus Neukirchen stammende oder längere Zeit dort wohnhafte jüdische Personen in der NS-Zeit umgebracht. Die älteste von ihnen war 1860, die jüngste 1931 geboren.

## Nachbemerkung
Ein 1976 im Auftrag des Magistrats der Stadt erstelltes und seitdem im Rathaus aufbewahrtes Gedenkbuch enthält die Namen von damals 52 bekannten Angehörigen der ehemaligen Kultusgemeinde Neukirchen, die der NS-Gewaltherrschaft zum Opfer fielen.
Seit März 2014 nimmt die Stadt am sogenannten „Stolpersteine“-Projekt teil: Liste der Stolpersteine in Neukirchen (Knüll).